# مجدل كيخيا
مجدل كيخيا قرية صغيرة في ناحية كنسبا التابعة لمنطقة الحفّة في محافظة اللاذقية. بلغ عدد سكانها 173 نسمة حسب تعداد عام 2004.